# Ardnave House

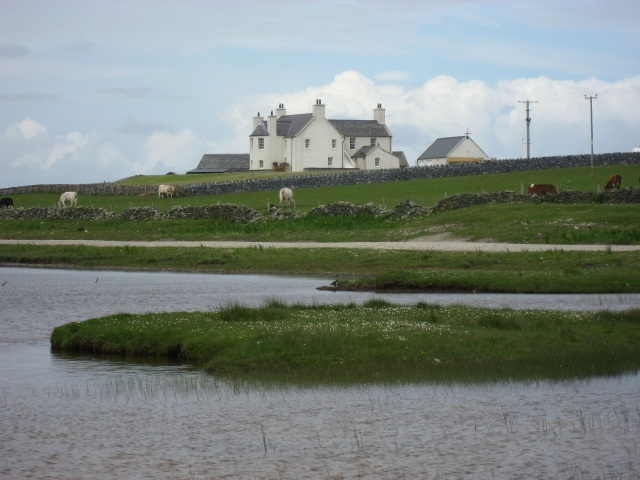
Ardnave Loch mit Ardnave House

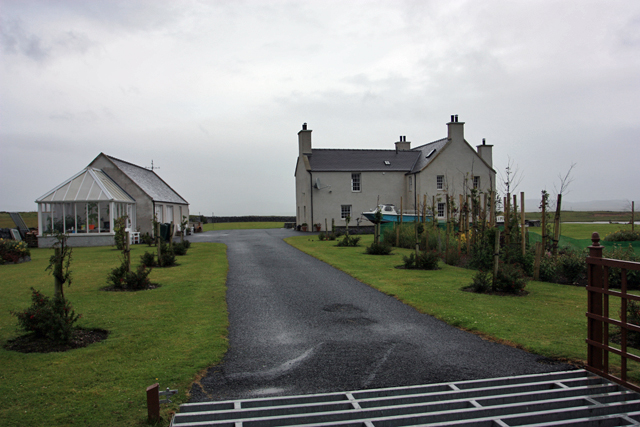
Ardnave House

Das Ardnave House ist ein landwirtschaftliches Wohngebäude in der schottischen Siedlung Ardnave im Nordwesten der Hebrideninsel Islay. Am 20. Juli 1971 wurde Ardnave House in die schottischen Denkmallisten in der Kategorie B aufgenommen.

## Geschichte
Das exakte Baujahr des Hauses ist nicht überliefert. Über den Entstehungszeitraum liegen widersprüchliche Informationen vor. Während Historic Scotland einen Bauzeitraum um das Jahr 1750 angibt, gibt die Royal Commission on the Ancient and Historical Monuments of Scotland das späte 18. Jahrhundert bis frühe 19. Jahrhundert als Zeitraum an. Die Kommission gibt Duncan Campbell als Erbauer an, der 1825 nahe Ardnave Point verstorben sein soll.

## Beschreibung
Ardnave House liegt isoliert in der kleinen Siedlung Ardnave. In der Vergangenheit war diese Region weitaus dichter besiedelt. So lebten 1841 noch 77 Personen in der Ortschaft. Der See Ardnave Loch liegt weniger als 100 m südlich des Anwesens. Das Haus besitzt einen T-förmigen Grundriss. Der kürzere Flügel misst 12,4 × 7,1 m2. Zentral in südlicher Richtung ist eine halbrunde Auslucht mit quadratisch geteilten Sprossenfenstern zu finden. Diese ist zweistöckig und schließt mit einem halbkonischen Dach ab. Der rückseitige Flügel misst etwa 13 × 7 m2 Die Gebäude sind zweistöckig gebaut und schließen mit Satteldächern ab. Ursprünglich befand sich der Haupteingang an der Südwestseite. Diese Öffnung wurde jedoch zwischenzeitlich versperrt. Im Inneren des Gebäudes sind keine historisch wertvollen Einrichtungen zu finden. Jedoch wurde der Innenraum im Laufe der Jahre stark verändert. Etwa 50 m westlich befinden sich die ebenfalls denkmalgeschützten Stallungen.